# Markovac (Čelinac, BiH)
Markovac je naseljeno mjesto u sastavu općine Čelinac, Republika Srpska, BiH.

## Stanovništvo
| Markovac           |              |
| godina popisa      | 1991.        |
| Srbi               | 164 (98,20%) |
| Hrvati             | 0            |
| Muslimani          | 1 (0,60%)    |
| Jugoslaveni        | 1 (0,60%)    |
| ostali i nepoznato | 1 (0,60%)    |
| ukupno             | 167          |